# Winter-Asienspiele 2011/Skilanglauf
Bei den Winter-Asienspielen 2011 in Astana und Almaty (Kasachstan) wurden  die Wettbewerbe im Skilanglauf zwischen dem 31. Januar und dem 6. Februar 2011 ausgetragen. Austragungsort war das Biathlon- und Langlaufstadion in Almaty.

## Skilanglauf Männer

### Sprint klassisch
| Platz | Sportler           | Land       |
| ----- | ------------------ | ---------- |
| 1     | Alexei Poltoranin  | Kasachstan |
| 2     | Nikolai Tschebotko | Kasachstan |
| 3     | Yūichi Onda        | Japan      |
| 4     | Kōhei Shimizu      | Japan      |
| 5     | Yeui-gyu Im        | Südkorea   |
| 6     | Beejan Kangarloo   | Iran       |
| 7     | Lee Jun-gil        | Südkorea   |
| 8     | Yasin Shemshaki    | Iran       |

Datum: 31. Januar

### Teamsprint Freistil
| Platz | Sportler                             | Land       | Zeit        |
| ----- | ------------------------------------ | ---------- | ----------- |
| 1     | Alexei Poltoranin Nikolai Tschebotko | Kasachstan | 22:46,2 min |
| 2     | Masaya Kimura Nobu Naruse            | Japan      | 22:59,2 min |
| 3     | Park Byung-Joo Jung Eui-myung        | Südkorea   | 24:34,9 min |
| 4     | Sattar Seid Bijan Kangarloo          | Iran       | 25:30,2 min |

Datum: 1. Februar

### 15 km Freistil
| Platz | Sportler            | Land       | Zeit        |
| ----- | ------------------- | ---------- | ----------- |
| 1     | Keishin Yoshida     | Japan      | 49:31,0 min |
| 2     | Nobu Naruse         | Japan      | 49:58,5 min |
| 3     | Nikolai Tschebotko  | Kasachstan | 51:30,1 min |
| 4     | Sergei Tscherepanow | Kasachstan | 52:31,8 min |
| 5     | Tashi Lundup        | Indien     | 1:00:48,3 h |
| 6     | Nadeem Iqbal        | Indien     | 1:05:32,1 h |

Datum: 2. Februar

### 10 km klassisch
| Platz | Sportler           | Land       | Zeit        |
| ----- | ------------------ | ---------- | ----------- |
| 1     | Keishin Yoshida    | Japan      | 29:39,2 min |
| 2     | Nikolai Tschebotko | Kasachstan | 30:22,7 min |
| 3     | Alexei Poltoranin  | Kasachstan | 30:29,0 min |
| 4     | Kōhei Shimizu      | Japan      | 31:29,5 min |
| 5     | Tae-Bok Ha         | Südkorea   | 33:26,2 min |
| 6     | Yeu-gyu Im         | Südkorea   | 35:29,9 min |

Datum: 3. Februar

### 4 × 10-km-Staffel
| Platz | Sportler                                                                    | Land       | Zeit        |
| ----- | --------------------------------------------------------------------------- | ---------- | ----------- |
| 1     | Sergei Tscherepanow Alexei Poltoranin Nikolai Tschebotko Jewgeni Welitschko | Kasachstan | 1:54,40,9 h |
| 2     | Kōhei Shimizu Keishin Yoshida Masaya Kimura Nobu Naruse                     | Japan      | 1:57,45,6 h |
| 3     | Yeu-gyu Im Tae-Bok Ha Jun-gil Lee Byung-joo Park                            | Südkorea   | 2:08:07,4 h |
| 4     | Tashi Lundup Nadeem Iqbal Hemant Kumar Bital Ahmed                          | Indien     | 2:34,53,2 h |

Datum: 5. Februar

### 30 km Massenstart
| Platz | Sportler            | Land       | Zeit        |
| ----- | ------------------- | ---------- | ----------- |
| 1     | Alexei Poltoranin   | Kasachstan | 1:24:49,0 h |
| 2     | Sergei Tscherepanow | Kasachstan | 1:24:49,5 h |
| 3     | Keishin Yoshida     | Japan      | 1:25:14,0 h |

Datum: 6. Februar

## Skilanglauf Frauen

### Sprint klassisch
| Platz | Sportler        | Land                |
| ----- | --------------- | ------------------- |
| 1     | Madoka Natsumi  | Japan               |
| 2     | Jelena Kolomina | Kasachstan          |
| 3     | Oksana Jatskaja | Kasachstan          |
| 4     | Man Dandan      | Volksrepublik China |
| 5     | Naoko Omori     | Japan               |
| 6     | Song Bo         | Volksrepublik China |
| 7     | Lee Chae-won    | Südkorea            |
| 8     | Han Da-som      | Südkorea            |

Datum: 31. Januar

### Teamsprint Freistil
| Platz | Sportler                        | Land                | Zeit        |
| ----- | ------------------------------- | ------------------- | ----------- |
| 1     | Oksana Jatskaja Jelena Kolomina | Kasachstan          | 20:39,9 min |
| 2     | Man Dandan Li Hongxue           | Volksrepublik China | 21:16,4 min |
| 3     | Naoko Omori Yuki Kobayashi      | Japan               | 21:34,4 min |
| 4     | Nam Seul-Gi Lee Eun-Kyung       | Südkorea            | 23:38,6 min |

Datum: 1. Februar

### 10 km Freistil
| Platz | Sportler                      | Land                | Zeit        |
| ----- | ----------------------------- | ------------------- | ----------- |
| 1     | Lee Chae-won                  | Südkorea            | 36:34,6 min |
| 2     | Masako Ishida                 | Japan               | 37:15,8 min |
| 3     | Yuki Kobayashi                | Japan               | 37:15,9 min |
| 4     | Li Hongxue                    | Volksrepublik China | 37:31,0 min |
| 5     | Jelena Kolomina               | Kasachstan          | 38:16,2 min |
| 6     | Swetlana Malahowa-Schischkina | Kasachstan          | 38:30,5 min |

Datum: 2. Februar

### 5 km klassisch
| Platz | Sportler                      | Land                | Zeit        |
| ----- | ----------------------------- | ------------------- | ----------- |
| 1     | Masako Ishida                 | Japan               | 16:10,3 min |
| 2     | Madoka Natsumi                | Japan               | 16:48,6 min |
| 3     | Li Hongxue                    | Volksrepublik China | 17:12,1 min |
| 4     | Jelena Kolomina               | Kasachstan          | 17:17,0 min |
| 5     | Swetlana Malahowa-Schischkina | Kasachstan          | 17:24,1 min |
| 6     | Man Dandan                    | Volksrepublik China | 18:00,3 min |

Datum: 3. Februar

### 4 × 5-km-Staffel
| Platz | Sportler                                                                        | Land                | Zeit        |
| ----- | ------------------------------------------------------------------------------- | ------------------- | ----------- |
| 1     | Jelena Kolomina Oksana Jatskaja Anastasia Slonowa Swetlana Malahowa-Schischkina | Kasachstan          | 1:01:45,1 h |
| 2     | Madoka Natsumi Masako Ishida Yuki Kobayashi Michiko Kashiwabara                 | Japan               | 1:02:38,1 h |
| 3     | Man Dandan Li Hongxue Li Xin Liu Yuanyuan                                       | Volksrepublik China | 1:05:34,8 h |
| 4     | Nam Seul-Gi Lee Chae-won Han Da-som Lee Eun-Kyung                               | Südkorea            | 1:11:51,2 h |
| 5     | Bhuwneshwari Thakur Mehjabeen Akhter Phutsong Yangdon Masooda Akhter            | Indien              | 1:53:11,0 h |

Datum: 5. Februar

### 15 km Massenstart
| Platz | Sportler                      | Land                | Zeit        |
| ----- | ----------------------------- | ------------------- | ----------- |
| 1     | Masako Ishida                 | Japan               | 45:45,3 min |
| 2     | Jelena Kolomina               | Kasachstan          | 46:31,1 min |
| 3     | Swetlana Malahowa-Schischkina | Kasachstan          | 46:33,5 min |
| 4     | Li Hongxue                    | Volksrepublik China | 46:51,5 min |
| 5     | Li Xin                        | Volksrepublik China | 49:39,3 min |
| 6     | Naoko Omori                   | Japan               | 51:32,3 min |

Datum: 6. Februar